# Ceratozamia chamberlainii
Ceratozamia chamberlainii — вид саговникоподібних з родини замієвих (Zamiaceae). Місцем проживання цього виду є Мексика (Керетаро, Сан-Луїс-Потосі, Ідальго).